# Burretiodendron
Genre
Burretiodendron est un genre de plantes de la famille des Malvaceae.

## Liste d'espèces
Selon Catalogue of Life (8 août 2020) :
- Burretiodendron brilletii (Gagnep.) Kosterm.
- Burretiodendron esquirolii (H. Lév.) Rehder
- Burretiodendron hsienmu Chun & F. C. How
- Burretiodendron kydiifolium Hsu & R. Zhuge
- Burretiodendron obconicum Chun & F. C. How
- Burretiodendron umbellatum Kosterm.

Selon The Plant List (8 août 2020) :
- Burretiodendron brilletii Kosterm.
- Burretiodendron esquirolii (H.Lév.) Rehder
- Burretiodendron hsienmu W.Y.Chun & F.C.How
- Burretiodendron kydiifolium Y.C.Hsu & R.Zhuge
- Burretiodendron obconicum W.Y.Chun & F.C.How
- Burretiodendron siamense Kosterm.
- Burretiodendron yunnanense Kosterm.

Selon Tropicos (8 août 2020) (Attention liste brute contenant possiblement des synonymes) :
- Burretiodendron brilletii Kosterm.
- Burretiodendron combretoides Chun & F.C. How
- Burretiodendron esquirolii (H. Lév.) Rehder (espèce type)
- Burretiodendron hsienmu Chun & F.C. How
- Burretiodendron kydiifolium Y.C. Hsu & R.Zhuge
- Burretiodendron longistipitata R.H. Miao
- Burretiodendron longistipitatum R.H. Miao ex H.T. Chang & R.H. Miao
- Burretiodendron obconicum Chun & F.C. How
- Burretiodendron siamense Kosterm.
- Burretiodendron tonkinense (A. Chev.) Kosterm.
- Burretiodendron yunnanense Kosterm.